# Cunèges
Cunèges település Franciaországban, Dordogne megyében. Lakosainak száma 315 fő (2022. január 1.). Cunèges Gageac-et-Rouillac, Monestier, Pomport, Sigoulès-et-Flaugeac, Thénac és Sigoulès községekkel határos.

## Népesség
A település népességének változása:
| Lakosok száma | 214  | 206  | 201  | 308  | 297  | 296  | 290  | 285  | 295  | 315  |
|               | 1968 | 1982 | 1990 | 2006 | 2013 | 2015 | 2017 | 2019 | 2020 | 2022 |